# Atletica leggera ai XIII Giochi del Mediterraneo
Le gare di atletica leggera ai Giochi del Mediterraneo 1997 si sono svolte a Bari dal 15 al 25 giugno. Precisamente sono state svolte 43 gare, 23 maschili e 20 femminili.

## Specialità

### Uomini
| Evento                            | Oro                                                                     | Prestazione | Argento                                                            | Prestazione | Bronzo                                                                              | Prestazione    |
| Corse piane                       |                                                                         |             |                                                                    |             |                                                                                     |                |
| 100 m (dettagli)                  | Ángelos Pavlakákis                                                      | 10"13       | Ánninos Markoullídis                                               | 10"23       | Stéphane Cali                                                                       | 10"28          |
| 200 m (dettagli)                  | Giovanni Puggioni                                                       | 20"44       | Georgios Panayiotopoulos                                           | 20"53       | Prodromos Katsantonis                                                               | 20"55          |
| 400 m (dettagli)                  | Jean-Louis Rapnouil                                                     | 45"58       | Marco Vaccari                                                      | 45"74       | Samir Adel Louahla                                                                  | 46"07          |
| 800 m (dettagli)                  | Giuseppe D'Urso                                                         | 1'47"10     | Andrea Longo                                                       | 1'47"54     | Djabir Said Guerni                                                                  | 1'47"76        |
| 1 500 m (dettagli)                | Driss Maazouzi                                                          | 3'44"77     | Branco Zorko                                                       | 3'45"17     | Reyes Estévez                                                                       | 3'45"40        |
| 5 000 m (dettagli)                | Alberto García                                                          | 13'25"29    | Hassan Lahssini                                                    | 13'28"95    | Said Berioui                                                                        | 13'53"98       |
| 10 000 m (dettagli)               | Smail Sghir                                                             | 28'05"74    | Abderrahim Zitouna                                                 | 28'19"85    | Kamel Kohil                                                                         | 28'24"19       |
| 3 000 m siepi (dettagli)          | Brahim Boulami                                                          | 8'18"80     | Hicham Bouaouich                                                   | 8'20"30     | Giuseppe Maffei                                                                     | 8'23"43        |
| Corse ad ostacoli                 |                                                                         |             |                                                                    |             |                                                                                     |                |
| 110 m ostacoli (dettagli)         | Vincent Clarico                                                         | 13"61       | Mauro Re                                                           | 13"71       | Emiliano Pizzoli                                                                    | 13"72          |
| 400 m ostacoli (dettagli)         | Zeid Abou Hamed                                                         | 49"25       | Laurent Ottoz                                                      | 49"27       | Miro Kocuvan                                                                        | 49"43          |
| Concorsi                          |                                                                         |             |                                                                    |             |                                                                                     |                |
| Salto in alto (dettagli)          | Stevan Zorić                                                            | 2,28 m      | Arturo Ortíz Ignacio Petez                                         | 2,26 m      | Non attribuita                                                                      | Non attribuita |
| Salto con l'asta (dettagli)       | Alain Andji                                                             | 5,70 m      | Juan Concepción                                                    | 5,50 m      | Andrea Giannini                                                                     | 5,50 m         |
| Salto in lungo (dettagli)         | Gregor Cankar                                                           | 8,00 m      | Konstantinos Koukodimos                                            | 7,95 m      | Dimitrios Chatzopoulos                                                              | 7,92 m         |
| Salto triplo (dettagli)           | Paolo Camossi                                                           | 16,63 m     | Christos Meletoglou                                                | 16,50 m     | Germain Martial                                                                     | 16,18 m        |
| Getto del peso (dettagli)         | Alessandro Andrei                                                       | 19,54 m     | Corrado Fantini                                                    | 19,19 m     | Stevemir Ercegovac                                                                  | 19,00 m        |
| Lancio del disco (dettagli)       | Igor Primc                                                              | 61,66 m     | Diego Fortuna                                                      | 59,90 m     | Simone Sbrogio                                                                      | 59,20 m        |
| Lancio del martello (dettagli)    | Christophe Épalle                                                       | 78,44 m     | Raphael Piolanti                                                   | 77,20 m     | Enrico Sgrulletti                                                                   | 76,32 m        |
| Lancio del giavellotto (dettagli) | Konstantinos Gatsioudis                                                 | 89,22 m     | Dimitrios Polymerou                                                | 77,88 m     | Maher Ridane                                                                        | 77,10 m        |
| Prove su strada                   |                                                                         |             |                                                                    |             |                                                                                     |                |
| Maratona (dettagli)               | Azzedine Sakhri                                                         | 2h20'40"    | Giovanni Ruggiero                                                  | 2h21'08"    | Mustapha Damaoui                                                                    | 2h21'32"       |
| Marcia 20 km (dettagli)           | Giovanni De Benedictis                                                  | 1h24'59"    | Michele Didoni                                                     | 1h25'21"    | Hatem Ghoula                                                                        | 1h25'36"       |
| Prove multiple                    |                                                                         |             |                                                                    |             |                                                                                     |                |
| Decathlon (dettagli)              | Pierre-Alexandre Vial                                                   | 8070 punti  | Beniamino Poserina                                                 | 7991 punti  | Prodromos Korkizoglou                                                               | 7932 punti     |
| Staffette                         |                                                                         |             |                                                                    |             |                                                                                     |                |
| Staffetta 4×100 (dettagli)        | Italia Nicola Asuni Giovanni Puggioni Angelo Cipolloni Sandro Floris    | 38"61       | Spagna Frutos Feo Venancio Jose Jordi Mayoral Javier Navarro       | 38"85       | Cipro Georgios Skender Anninos Markoullidis Prodromos Katsantonis Yiannis Zisimidis | 39"12          |
| Staffetta 4×400 (dettagli)        | Algeria Samir Adel Louahla Kamel Talhaoui Ahmed Aichaoui Malik Louhhala | 3'02"78     | Francia Pierre Marie Hilaire Rodrigue Nordin Jimmy Coco Fred Mango | 3'02"84     | Italia Michele Grando Fabrizio Mori Walter Groff Ashraf Saber                       | 3'03"08        |

### Donne
| Evento                            | Oro                                                                      | Prestazione | Argento                                                                         | Prestazione | Bronzo                                                                   | Prestazione |
| Corse piane                       |                                                                          |             |                                                                                 |             |                                                                          |             |
| 100 m (dettagli)                  | Aikaterinī Thanou                                                        | 11"13       | Frédérique Bangué                                                               | 11"22       | Sylvanie Felix                                                           | 11"27       |
| 200 m (dettagli)                  | Christine Arron                                                          | 22"62       | Ekateríni Kóffa                                                                 | 22"80       | Alenka Bikar                                                             | 22"95       |
| 400 m (dettagli)                  | Virna De Angeli                                                          | 51"31       | Dora Kyriakou                                                                   | 52"02       | Patrizia Spuri                                                           | 52"57       |
| 800 m (dettagli)                  | Hasna Behnassi                                                           | 2'03"70     | Jolanda Steblovnik                                                              | 2'03"71     | Severine Foulon                                                          | 2'04"24     |
| 1 500 m (dettagli)                | Nouria Benida                                                            | 4'11"27     | Samira Raif                                                                     | 4'11"60     | Maile Zuniga                                                             | 4'11"63     |
| 5 000 m (dettagli)                | Roberta Brunet                                                           | 15'00"69    | Julia Vaquero                                                                   | 15'04"48    | Zahra Ouaziz                                                             | 15'30"19    |
| 10 000 m (dettagli)               | Chrysostomia Iakovou                                                     | 32'34"87    | Silvia Sommaggio                                                                | 32'41"79    | Olivera Jevtić                                                           | 32'43"42    |
| Corse ad ostacoli                 |                                                                          |             |                                                                                 |             |                                                                          |             |
| 100 m ostacoli (dettagli)         | Patricia Girard                                                          | 12"90       | Brigita Bukovec                                                                 | 13"01       | Carla Tuzzi                                                              | 13"30       |
| 400 m ostacoli (dettagli)         | Nouzha Bidouane                                                          | 55"01       | Miriam Alonso                                                                   | 55"89       | Carla Barbarino                                                          | 56"76       |
| Concorsi                          |                                                                          |             |                                                                                 |             |                                                                          |             |
| Salto in alto (dettagli)          | Antonella Bevilacqua                                                     | 1,95 m      | Nikī Bakogiannī                                                                 | 1,93 m      | Britta Bilac                                                             | 1,91 m      |
| Salto in lungo (dettagli)         | Niki Xanthou                                                             | 6,72 m RG   | Linda Ferga                                                                     | 6,49 m      | Anastasia Mahob                                                          | 6,47 m      |
| Salto triplo (dettagli)           | Olga Vasdeki                                                             | 14,13 m     | Betty Lise                                                                      | 13,81 m     | Antonella Capriotti                                                      | 13,80 m     |
| Getto del peso (dettagli)         | Mara Rosolen                                                             | 17,82 m     | Eleni Tsentemeidou                                                              | 17,70 m     | Margarita Ramos                                                          | 17,42 m     |
| Lancio del disco (dettagli)       | Anastasia Kelesidou                                                      | 66,66 m     | Styliani Tsikouna                                                               | 61,96 m     | Isabelle Devaluez                                                        | 61,28 m     |
| Lancio del giavellotto (dettagli) | Nadine Auzeil                                                            | 57,32 m     | Claudia Coslovich                                                               | 57,16 m     | Angeliki Tsiolakoudi                                                     | 56,70 m     |
| Prove su strada                   |                                                                          |             |                                                                                 |             |                                                                          |             |
| Maratona (dettagli)               | Serap Aktas                                                              | 2h39'22"    | Carol Galea                                                                     | 2h43'53"    | Lale Ozturk                                                              | 2h46'56     |
| Marcia 10 km (dettagli)           | Elisabetta Perrone                                                       | 44'40"      | Annarita Sidoti                                                                 | 45'35"      | Celia Marcen                                                             | 46'07"      |
| Prove multiple                    |                                                                          |             |                                                                                 |             |                                                                          |             |
| Eptathlon (dettagli)              | Nathalie Teppe                                                           | 6161 punti  | Gertrud Bacher                                                                  | 5859 punti  | Marie Collonville                                                        | 5839 punti  |
| Staffette                         |                                                                          |             |                                                                                 |             |                                                                          |             |
| Staffetta 4×100 (dettagli)        | Francia Frédérique Bangué Christine Arron Patricia Girard Sylvanie Felix | 42"63       | Grecia Maria Tsoni Ekateríni Kóffa Marina Vasarmidou Aikaterinī Thanou          | 43"07       | Italia Stefania Ferrante Annarita Luciano Giada Gallina Manuela Levorato | 44"15       |
| Staffetta 4×400 (dettagli)        | Italia Carla Barbarino Francesca Cola Patrizia Spuri Francesca Carbone   | 3'29"98     | Francia Marie Louise Bevis Sophie Domenech Marie Line Scholent Elsa Devassoigne | 3'30"62     | Spagna Miriam Alonso Esther Lahoz Miriam Bravo Yolanda Reyes             | 3'31"93     |

## Medagliere
| Posizione | Paese      |    |    |    | Totale |
| --------- | ---------- | -- | -- | -- | ------ |
| 1         | Italia     | 12 | 13 | 11 | 36     |
| 2         | Francia    | 10 | 6  | 7  | 23     |
| 3         | Grecia     | 7  | 9  | 3  | 19     |
| 4         | Marocco    | 5  | 4  | 3  | 12     |
| 5         | Algeria    | 4  | 0  | 3  | 7      |
| 6         | Spagna     | 1  | 6  | 5  | 12     |
| 7         | Slovenia   | 1  | 2  | 3  | 6      |
| 8         | Jugoslavia | 1  | 0  | 1  | 2      |
| 9         | Turchia    | 1  | 0  | 1  | 1      |
| 10        | Siria      | 1  | 0  | 0  | 1      |
| 11        | Cipro      | 0  | 2  | 2  | 4      |
| 12        | Croazia    | 0  | 1  | 1  | 2      |
| 13        | Malta      | 0  | 1  | 0  | 1      |
| 14        | Tunisia    | 0  | 0  | 2  | 2      |
| Totale    | Totale     | 43 | 44 | 42 | 129    |